# Chachamewa
Chachamewa (Kod Hodgea Chachemewa, kod Swantona Chachamewa), jedna od skupina Atfalati Indijanaca, porodica Kalapooian, koji su živjeli unprvoj polovici 19 stoljeća na području današnjeg Forest Grovea, oko šest milja zapadno od jezera Wapato Lake u Oregonu, u okrugu Washington.